# Гришечкин, Владимир Владимирович
Владимир Владимирович Гришечкин (род.	1 января 1965, Тольятти) — российский военачальник. Начальник Главного управления глубоководных исследований Министерства обороны Российской Федерации с 2021 года, вице-адмирал (2018).

## Образование
- Высшее военно-морское училище имени М.В. Фрунзе (1987)
- Высшие специальные офицерские классы ВМФ
- Военно-морская академия им. Адмирала Флота Советского Союза Н. Г. Кузнецова (2005, заочно)[1]
- Военная академия Генерального штаба Вооружённых сил Российской Федерации (2010)

## Военная служба

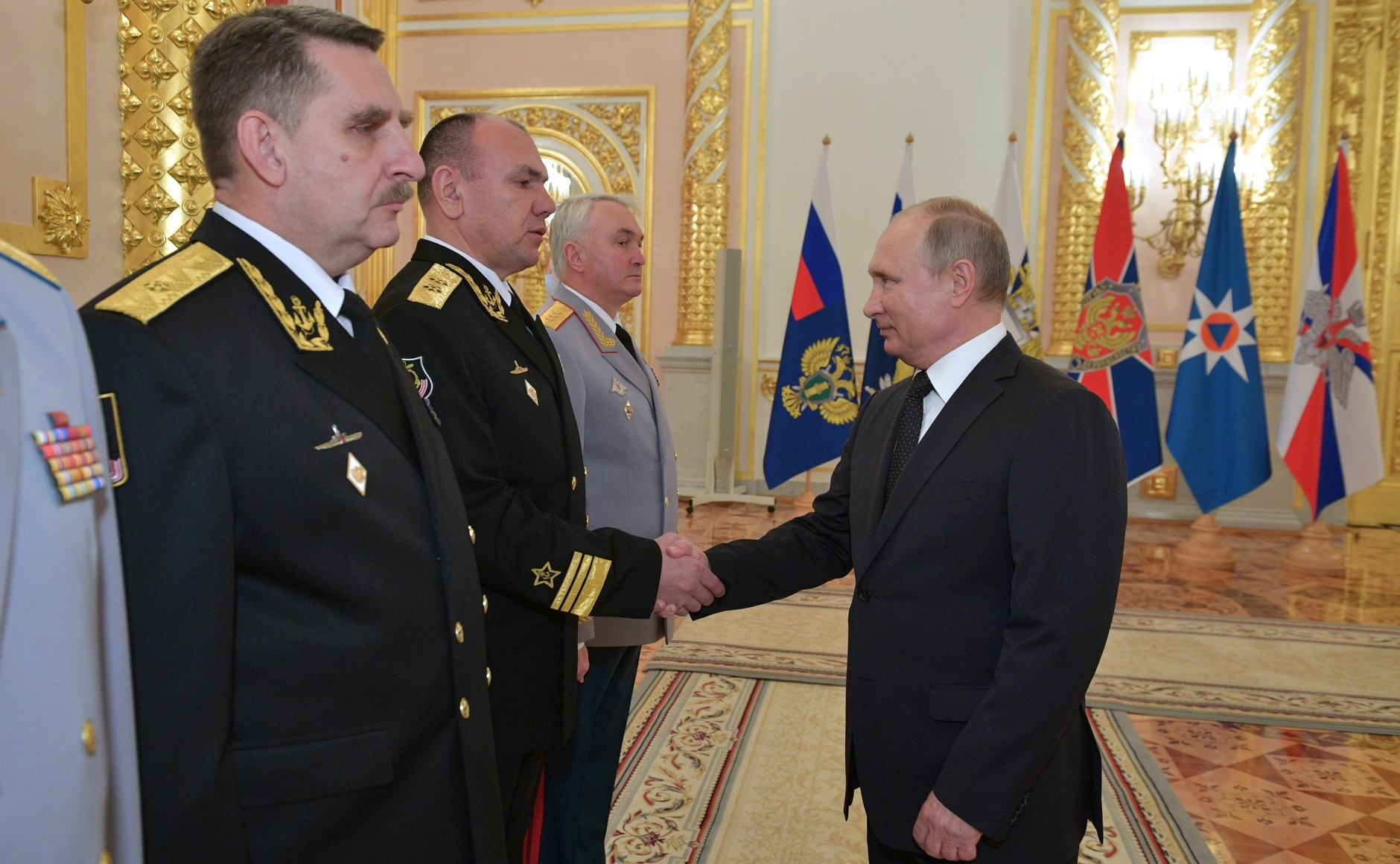
Владимир Гришечкин (на фото слева). Москва, Кремль, 25 октября 2018 года

С 1987 по 1999 год проходил службу на Тихоокеанском флоте. Прошёл путь от инженера электронавигационной группы штурманской боевой части до старшего помощника командира большой атомной подводной лодки.
После обучения на высших офицерских классах в Санкт-Петербурге был назначен старшим помощником командира, а затем и командиром атомного подводного крейсера Тихоокеанского флота.
С 1999 по 2003 год — командир атомного подводного крейсера К-150 «Томск» проекта 949А 10-й дивизии ПЛ 16-й эскадры ПЛ Тихоокеанского флота ВМФ России. В 2001 году АПК К-150 «Томск» под его командованием завоевала два приза Главнокомандующего ВМФ.
С 2003 по 2006 год — заместитель командира 10-й дивизии подводных лодок 16-й эскадры подводных лодок Тихоокеанского флота ВМФ России.
С 2006 по 2008 год — командир 10-й дивизии подводных лодок 16-й эскадры подводных лодок Тихоокеанского флота ВМФ России, контр-адмирал (6.06.2007).
С июня 2010 по 2012 год начальник штаба — первый заместитель командующего 16-й эскадрой подводных лодок Тихоокеанского флота ВМФ России.
С 10 апреля 2012 по 2016 год начальник штаба — первый заместитель командующего подводными силами Северного флота ВМФ РФ.
С 5 апреля 2016 по 2017 год — командующий подводными силами Северного флота ВМФ РФ.
С 22 ноября 2017 по 2021 год начальник штаба — первый заместитель командующего Северным флотом ВМФ России.
Указом Президента РФ от 13 декабря 2018 года присвоено воинское звание вице-адмирал.
С 15 марта 2021 года — начальник Главного управления глубоководных исследований Министерства обороны Российской Федерации. Назначен на должность после смерти предыдущего начальника Героя России вице-адмирала Буриличева Алексея Витальевича. Главное управление глубоководных исследований является самой секретной структурой в составе Минобороны РФ, занимающаяся глубоководными и океанографическими исследованиями, поиском и спасением затонувших судов, физиологическими исследованиями влияния больших глубин на организм человека, испытаниями аварийно-спасательных средств.

## Высказывания
11 декабря 2020 года на Х Международном арктическом форуме рассказал об адекватном ответе на рост потенциала стран НАТО:
«В качестве адекватной реакции на рост боевого потенциала стран НАТО в Арктике на флот осуществляется поставка современных образцов вооружения, военной и специальной техники общего назначения, в том числе: атомных подводных крейсеров с крылатыми ракетами; фрегатов и десантных кораблей; зенитных ракетных комплексов «Триумф» и «Панцирь»; береговых ракетных комплексов «Бал» и «Бастион»; летательных аппаратов противолодочной авиации, а также вспомогательных судов различного назначения»
24 мая 2021 года рассказал о входе в состав Главного управления глубоководных исследований МО РФ новой атомной глубоководной станции проекта 949А К-329 «Белгород».
Подводная лодка была спроектирована как «базовый корабль» для других малых подводных лодок, таких как «Лошарик», и, прежде всего, она может нести новое оружие возмездия России: торпеду с ядерным ректором «Посейдон», способную разрушать целые города, создавая искусственный цунами ядерным зарядом в две мегатонны.

## Награды
- Орден Мужества (16.10.1999)[13]
- Орден «За военные заслуги»
- Медаль «За отличие в воинской службе» 2 степени
- Юбилейная медаль «300 лет Российскому флоту»
- Юбилейная медаль «70 лет Вооружённых Сил СССР»
- Медаль «За воинскую доблесть» 1 степени
- Медаль «За отличие в военной службе» 1, 2 и 3 степеней
- Медаль «Адмирал Флота Советского Союза Н. Г. Кузнецов»
- Медаль «За службу в подводных силах»
- Медаль «За отличие в учениях»
- Знак отличия «100 лет подводным силам»
- Медаль «За боевое содружество» (МВД России)